# Goodyera hachijoensis
Goodyera hachijoensis är en orkidéart som beskrevs av Ryôkichi Ruôkichi Yatabe. Goodyera hachijoensis ingår i släktet knärötter, och familjen orkidéer. Inga underarter finns listade i Catalogue of Life.